# Krzysztof Kumór
Krzysztof Mirosław Kumór (ur. 7 października 1957) – polski samorządowiec, urzędnik i górnik, w latach 1996–1998 prezydent Będzina.

## Życiorys
Z zawodu technik elektronik, w 1977 ukończył będzińskie technikum elektroniczne. Później został absolwentem Wyższej Szkoły Informatyki i Zarządzania w Bielsku-Białej. Od 1977 do 1979 nauczyciel w Zespole 
Szkół Elektronicznych w Sosnowcu. Potem do 1987 pracował w kopalni „Paryż” w Dąbrowie Górniczej. Działał w Związku Socjalistycznej Młodzieży Polskiej, pomiędzy 1987 a 1991 kierował zarządem miejskim ZSMP w Dąbrowie Górniczej i był wiceprzewodniczącym wojewódzkich struktur ruchu. Następnie do 1996 pracował jako dyrektor Biura Akwizycyjnego Wojewódzkiego Uniwersytetu Robotniczego w Katowicach.
Związał się z Sojuszem Lewicy Demokratycznej. Od 12 września 1996 do 12 maja 1998 pełnił funkcję prezydenta Będzina z poparciem lewicowej koalicji, zakończył pełnienie funkcji po odwołaniu. W 1997 kandydował także do Sejmu. Po odwołaniu pracował w Mysłowicach: był likwidatorem Zakładu Lecznictwa Ambulatoryjnego, wygrał konkurs na dyrektora Publicznego Zakładu Opieki Zdrowotnej w Mysłowicach. Kierował także Leczniczo-Diagnostycznym Centrum Medycznym i spółką Medipol. Przez kilka lat szefował Miejskiemu Przedsiębiorstwu Wodociągów i Kanalizacji w Mysłowicach, co wiązało się z oskarżeniem przez prokuraturę o niegospodarność.